# Município de Hughes (condado de Avery, Carolina do Norte)
Localização da Carolina do Norte nos E.U.A.
O município de Hughes (em inglês: Hughes Township) é um localização localizado no  condado de Avery no estado estadounidense da Carolina do Norte. No ano 2010 tinha uma população de 490 habitantes.

## Geografia
O município de Hughes encontra-se localizado nas coordenadas 36° 03′ 24,88″ N, 81° 57′ 33,26″ O.